# NGC 4163
NGC 4163 (również NGC 4167, PGC 38881 lub UGC 7199) – galaktyka nieregularna (Im), znajdująca się w gwiazdozbiorze Psów Gończych w odległości około 9,5 miliona lat świetlnych. Galaktyka ta należy do grupy galaktyk M94.
Została odkryta 28 kwietnia 1785 roku przez Williama Herschela. 11 marca 1831 roku obserwował ją też John Herschel, popełnił jednak błąd w odległości biegunowej obiektu wynoszący 20 minut kątowych i dlatego skatalogował ją jako nowo odkryty obiekt. W swoim katalogu z 1833 roku wyraził jednak przypuszczenie, że prawdopodobnie podana przez niego pozycja jest błędna i może to być ten sam obiekt, który zaobserwował jego ojciec, William. John Dreyer skatalogował obie te obserwacje jako, odpowiednio, NGC 4163 i NGC 4167.